# Корекційне зґвалтування
Лесбофобне зґвалтування (в старих термінах «корекційне», «коригуюче», «лікувальне» (англ. Corrective rape), у нових також гомофобне, — це злочин на ґрунті ненависті (мізогінії та гомофобії) переважно проти жінок, коли зґвалтування використовують проти людей, які не відповідають суспільним нормам щодо людської сексуальності чи гендерних ролей, з метою (в уяві злочинця) змінити сексуальну орієнтацію лесбійок на гетеросексуальну або забезпечити їх відповідність гендерним стереотипам, покаравши за відхилення від «норми». Такі зґвалтування характеризує особлива жорстокість, часто вони групові та супроводжуються нанесенням важких травм і вбивством.
Ці злочини, якщо після них виживають, призводять до каліцтва, фізичних і психічних травм, небажаної вагітності, ІПСШ, суїциду. Найбільш поширені й вперше зафіксовані в ПАР, де вони іноді вчиняються під контролем родичів жінки чи місцевих старійшин і є однією з головних причин зараження ВІЛ серед південноамериканських лесбійок. Лесбофобні зґвалтування розповсюджені в багатьох країнах світу, але досі недостатньо документуються і не враховуються в законах навіть тих країн, шо юридично захищають ЛГБТ+ людей.

## Термінологія
Вперше термін «корекційне зґвалтування/виправлення зґвалтуванням» згадала феміністка з Південної Африки Бернедетт Мутієн в інтерв'ю Human Rights Watch у Кейптауні в серпні 2001 р. після широкого розголосу пандемії зґвалтувань та вбивств лесбійок у Південній Африці, зокрема Юді Сімелан та Золісва Нконьяна (2006). Популяризація терміну підвищила обізнаність ЛГБТ+ людей; у країнах по всьому світу почали з'являтися виступи з власними історіями про зґвалтування як покарання та спробу змінити сексуальну орієнтацію чи гендер.
У Термінологічних настановах ООН ЮНЕЙДС 2015 року передбачається, що термін корекційне зґвалтування більше не повинен вживатися, оскільки він дає уявлення, ніби потрібно (і можливо) щось виправити. Настанови пропонують натомість використовувати термін гомофобне зґвалтування.
І хоча геї, транс-, асексуальні та інтерсекс люди можуть стати жертвами зґвалтування з подібних причин, проти лесбійок вчиняється переважна більшість цих злочинів, тому Глобальне дослідження 2013 щодо ВІЛ/СНІДу запропонувало термін лесбофобне зґвалтування, щоб відобразити сексистський характер цього насильства.

## Причини
Консервативні суспільства з високими рівнями мізогінії та гомофобії, традиціями толерованого секс-насильства проти жінок та феміциду і низьким рівнем безпеки жінок на фоні зростаючого феміністичного поступу є сприятливим середовищем для таких злочинів. Злочинець використовує згвалтування, щоб покарати за «ненормальну» поведінку та укріпити соціальні норми. Деякі вчені визначають цей злочин як «жорстокий прояв гетеронормативності».
За дослідженням 2000 року з ПАР, гвалтують частіше в ізольованих населених пунктах, де є атмосфера підтримки злочинів на грунті ненависті в суспільстві, а поліція і судова система неготові захищати права ЛГБТ.
Верховна комісарка ООН з прав людини Наві Піллей, як і психологи(ні), наприклад, південноафриканка Керрі Фріцелле (Kerry Frizelle), зачислюють злочин до hate crimes, підкреслюючи, шо злочинці відбирають мішень за ознакою статі й орієнтації, і що ці злочини напряму пов'язані з поєднанням глибоко вкоріненого сексизму, що сягає рівня мізогінії, та гомофобії.
Директорка зі стосунків зі спільнотою африканської групи прав лесбійок Занель Мухолі зазначає: "Проблема більша за патріархат. Чоловіки, які коять такі злочини, бачать зґвалтування як коригуючу дію і як спробу показати жінкам їх місце в суспільстві."

## Поширення
Гомофобні/коригуючі зґвалтування поширені в Південній Африці, Зімбабве, Еквадорі, Таїланді.
Відомі випадки гомофобних зґвалтувань у Киргизстані, іноді ініційовані й санкціоновані родичами постраждалої.
У звіті за 2019 рік SOS Homophobie вказано, що насильство проти лесбійок у Франції зросло у 2018 році на 42 % (повідомлено про 365 випадків).
17 червня 2011 Рада ООН з прав людини прийняла Резолюцію про захист прав гомосексуальних людей, ініційовану ПАР, де виражається серйозне занепокоєння актами насильства і дискримінації проти людей через їх сексуальну орієнтацію у всіх регіонах світу. Верховна комісарка ООН з прав людини Наві Піллей підкреслила проблему гомофобних згвалтувань, підкресливши наявність інцидентів і в Уганді, Зімбабве, на Ямайці, віднедавна (і особливо жорстоких) у США, Великій Британії, Бразилії та Гондурасі[перевірити].  Попри відсутність практики виділення «коригуючих» зґвалтувань з інших, вони поширені в усіх частинах світу[перевірити].

### Пандемія лесбофобного насильства в Південній Африці
Вперше задокументовані та найширший розголос отримали зґвалтування в Південній Африці, де понині відомо найбільше зґвалтувань, лесбофобний характер яких задокументовано. Іноді такі зґвалтування контролюють члени родини жінки чи старійшини місцевої громади, намагаючись очистити "честь" родини. Багато населення впевнені, що «лікувальне» зґвалтування зробить лесбійок гетеросексуальними. Владу країни звинувачують у підтримці практики зі страху здатися «недостатньо мужнім». ЛГБТ-активістки й правозахист давно тиснуть на владу ПАР, щоб вона визнала проблему. У травні 2011 року Мінюст ПАР створив цільову групу для пошуку рішення[перевірити].
Як мінімум 31 жінку згвалтували та вбили з "корекційною" метою в Південній Африці за декаду з 2001 по 2011. Задокументовано мінімум 50 згвалтувань чорних лесбійок у селищах з 1997 по 2007. За свідченнями Люлекі Сізве, що пережила згвалтування, як мінімум 10 лесбійок на тиждень гвалтували в районі Кейптаун. Human Rights Watch описує це як частину епідемії гомофобних вбивств у ПАР. 
У 2006 вчинено три резонансних лесбофобних вбивства біля Кейптауна. 
- 19-річну Золісва Нконьяна[af] четверо чоловіків закололи та закидали камінням до смерті за те, що вона була відкритою лесбійкою, у селищі Кейптаун, Khayelitsha.[40]
- Футболістку національної збірної Banyana Banyana та ЛГБТ-активістку Юді Сімелан згвалтувала та жорстоко вбила група чоловіків[41].
- 24-річну ПАР ЛГБТ-активістку Ноксоло Ноґваза[en] згвалтували та жорстоко вбили в селищі Ква-Тема Йоганнесбурга, біля Кейптауна.[42] Її обличчя і голову понівечили ударами каменів та порізали шматками скла, біля тіла знайшли використані кондоми, пляшку пива, та великий камінь[43] [44]. За наявними даними, на неї напали після спроби заманити її подругу. Місцеві жителі свідчили про чоловічі крики: “Ми вибємо з вас лесбійок”. Її похорон відвідали понад 2000 осіб, засуджуючи насильство проти лесбійок та “каральні” згвалтування, у певний момент погрожуючи каструвати гвалтівників бритвами, якщо поліція їх не заарештує.[43] 170,000 людей з усього світу підписали петицію до влади щодо припинення корекційних згвалтувань.[45] Американська GO Campaign долучилась до збору коштів на навчання дітей та кампанії толерантності для молоді в селищах.[46] Human Rights Watch та Amnesty International назвали вбивство злочином на грунті ненависті.[44][47] Речник поліції відмовлявся його так класифікувати, кажучи, що "вбивство є вбивство" і що поліція не враховує орієнтацію жертви.[47] До листопада 2012 нікого так і не заарештували,[48] тоді Amnesty International запустила кампанію "Write for Rights", щоб поновити розслідування її справи.[48][49]

2007: у Совето лесбійську активістку Sizakele Sigasa та її партнерку Salome Masooa згвалтували, катували та вбили. Ці злочини організації ЛГ-прав ПАР, включно з парасольковою Joint Working Group, визнали спричиненими лесбофобією. Simangele Nhlapo, членкиню групи підтримки ВІЛ-позитивних людей, згвалтували та вбили в червні разом з її дворічною донькою. 16-річну Madoe Mafubedu згвалтували та закололи.

В Найробі борчиня за права лесбійок Поліна Кімані виступила в телепрограмі з питання гомосексуальності. В тижні після її неоднократно ображали на вулицях і в публічних місцях, група чоловіків переслідувала її з погрозами згвалтуванням. Біля її житла залишили лист з погрозою смерті.